# Festival de Inverno de Campos do Jordão
O Festival Internacional de Inverno de Campos do Jordão Dr. Luís Arrobas Martins é um grande festival de música erudita do Brasil. Acontece todos os anos no início do inverno brasileiro, durante o mês de julho, no Auditório Cláudio Santoro, localizado em Campos do Jordão, no estado de São Paulo.

## Histórico
Foi idealizado em 1970 pelo então secretário estadual da Fazenda, Luis Arrobas Martins e inspirado no Festival de Tanglewood.
É considerado o maior festival de música clássica do país, e leva a Campos do Jordão alunos bolsistas que passam um mês estudando com importantes nomes da música nacional e internacional. Paralelamente às atividades pedagógicas, há uma intensa programação com convidados que se apresentam em diferentes lugares da cidade.
A partir de 1973, o maestro Eleazar de Carvalho, então diretor artístico do festival, deu início à programação pedagógica, concedendo bolsas de estudos para jovens promissores e trouxe a maior idade sem nomes internacionais de peso como o tenor Roberto Alagna, Aprile Millo, a pianista Maria João Pires, o trompetista Daniel Havens, a cantora Kiri Te Kanawa e o maestro Kurt Masur.
Em 2004 o maestro Roberto Minczuk, como ex-bolsista do festival, retomou a principal característica do evento, com ênfase na programação clássica e na área pedagógica. De 2008 a 2011, o festival teve produção do Centro Tom Jobim, uma organização social da cultura.
A partir de 2012, o festival está sob a direção da Fundação Osesp e Unicamp (Orquestra Sinfônica do Estado de São Paulo). A direção artística está a cargo de Arthur Nestrovski e a direção executiva, de Marcelo Lopes (ambos com cargos equivalentes na Fundação Osesp); a regente titular da Osesp, Marin Alsop, assume função de consultoria artística. A coordenação artístico/pedagógica fica a cargo de Fábio Zanon.
O festival realiza diversos cursos de formação musical, focados na Prática Orquestral, mas abrangendo também Piano, Violão, Canto e Regência, além da prática de Música de Câmara. Curso de Composição será retomado em 2013. Instituições conveniadas incluem a Royal Academy of Music (Londres), Peabody Institute (Baltimore) e Conservatórios de Amsterdã e Haia.
O festival realiza também cerca de 60 apresentações de importantes orquestras, grupos de câmara e recitais nos principais teatros e espaços da cidade, entre eles, o Auditório Cláudio Santoro, Sala São Paulo, Palácio Boa Vista, Igreja de Santa Teresinha, Igreja São Benedito e a Praça Capivari, onde acontecem os concertos ao ar livre para milhares de pessoas. A lista de artistas e professores convidados inclui vários grandes nomes do cenário brasileiro e internacional, como Nelson Freire, Antonio Meneses, Sarah Chang, Jacques Zoon, Giancarlo Guerreiro, Johannes Moser, Ole Edward Antonsen e a própria Marin Alsop.